# Habenaria rzedoswkiana
Habenaria rzedoswkiana är en orkidéart som beskrevs av Roberto González Tamayo. Habenaria rzedoswkiana ingår i släktet Habenaria och familjen orkidéer. Inga underarter finns listade i Catalogue of Life.